# 長野市立裾花中学校
長野市立裾花中学校（ながのしりつすそばなちゅうがっこう）は、長野県長野市にある中学校。
女子バレー部が県大会以上の優勝、全国大会出場、うち全国制覇の経験もあり、女子バレーボール界では裾花中出身の著名人も多い。

## 所在地
- 長野県長野市安茂里2069番地

## 沿革
- 1959年（昭和34年）4月 安茂里中学校と南部中学校を名目統合。
- 1960年（昭和35年）4月 新校舎が完成し、実質統合。

## 部活動
- 男子バレー部
- 女子バレー部
- 男子バスケット部
- 女子バスケット部
- 男子テニス部
- 女子テニス部
- サッカー部
- 野球部
- 陸上部
- 卓球部
- 剣道部
- 女子ソフトボール部
- 吹奏楽部
- 合唱部
- 演劇部
- 美術部
- 家庭科部
- 物づくり部

## 卒業生
- 大久保ノブオ（芸人、ポカスカジャンリーダー）
- 小林聡（元キックボクサー、俳優）
- 西堀健実（ビーチバレー女子日本代表）
- 西堀育実（女子バレーボール選手）
- 白田博子（女子バレーボール選手）
- 田代佳奈美（女子バレーボール選手、東レアローズ滋賀）
- 峯村沙紀（女子バレーボール選手）
- 山田美花（女子バレーボール選手）
- 山岸あかね（女子バレーボール選手、埼玉上尾メディックス）
- 早坂梢依（女子バレーボール選手）
- 窪田美侑（女子バレーボール選手）
- 横田真未（女子バレーボール選手、クインシーズ刈谷）
- 酒井駿（男子バレーボール選手、長野GaRons）
- 石川真佑（女子バレーボール選手、イゴール・ゴルゴンゾーラ・ノヴァーラ）
- ザック・バランスキー（バスケットボール選手、アルバルク東京）
- 岡宮来夢（第28回ジュノン・スーパーボーイ・コンテスト準グランプリ）
- 笹原操希（プロ野球選手、読売ジャイアンツ）